# Jan Dobraczyński

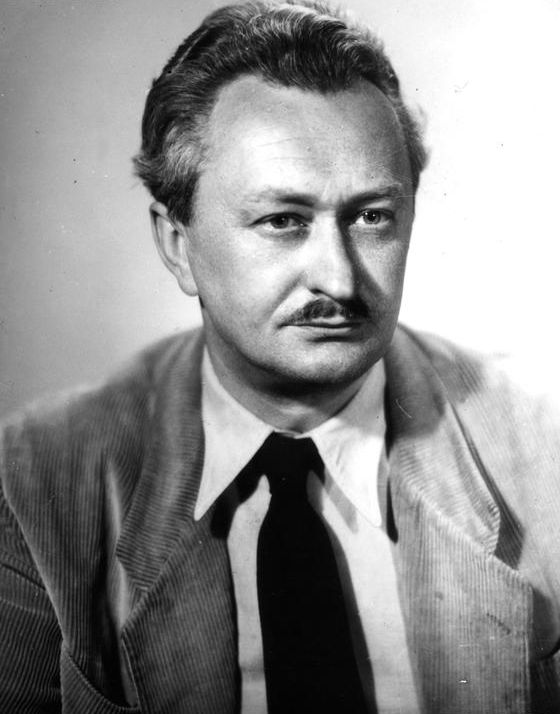
Jan Dobraczyński

Jan Dobraczyński (sinh ngày 20 tháng 4 năm 1910 - mất ngày 5 tháng 3 năm 1994) là một nhà văn, tiểu thuyết gia, chính trị gia và nhà báo Công giáo người Ba Lan. Trong thời kỳ giữa hai thế chiến, ông là người ủng hộ Đảng Quốc gia và các phong trào Công giáo. Trong thời kỳ Đức Quốc xã và Liên Xô chiếm đóng Ba Lan năm 1939, ông gia nhập Quân đội Ba Lan và là thành viên của lực lượng Armia Krajowa cho đến khi thế chiến thứ hai kết thúc. Năm 1944, Dobraczyński tham gia cuộc Khởi nghĩa Warszawa. Sau năm 1945, ông ủng hộ chủ nghĩa cộng sản Ba Lan.

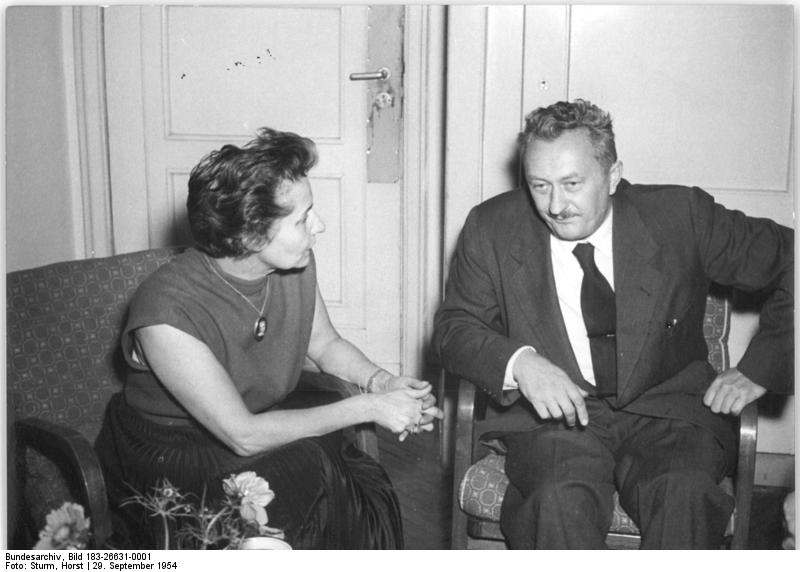
Jan Dobraczyński (bên phải)

## Cuộc giải cứuHolocaust
Trong chiến tranh thế giới thứ hai, với vai trò là trưởng bộ phận hỗ trợ những trẻ em cơ nhỡ tại cơ quan phúc lợi thành phố Warszawa, Jan Dobraczynski đã giúp làm giả giấy tờ và cung cấp chỗ ẩn náu cho hàng trăm trẻ em Do Thái tại các tu viện Công giáo. Ông bị giam giữ tại trại tập trung Bergen-Belsen của Đức Quốc Xã sau cuộc Khởi nghĩa Warszawa.
Vào năm 1985, Dobraczyński được trao tặng huân chương quân sự Virtuti Militari. Năm 1986, ông xuất bản cuốn hồi ký với tựa đề "Tylko w jednym życiu". Năm 1993, ông được phong tặng danh hiệu "Người Ba Lan công chính" tại Jerusalem.